# Armageddon (Britse band)
Armageddon was een Britse hardrockband, opgericht in 1975 door Bobby Caldwell (ex-Captain Beyond), Keith Relf (ex-Yardbirds en Renaissance), Martin Pugh (ex-Steamhammer) en Louis Cennamo (ook ex-Steamhammer en Renaissance).
De band bracht één album uit (Armageddon) dat in Engeland werd opgenomen en in de Verenigde Staten door A&M Records werd uitgebracht. Omdat er vervolgens weinig optredens werden geboekt, kwam het album niet echt onder de aandacht van het publiek.
Niet lang na het uitbrengen van het debuutalbum kwam zanger Keith Relf door elektrocutie om het leven. De band hield niet lang hierna op te bestaan.

## Bandleden
- Keith Relf - zang
- Martin Pugh - gitaar
- Louis Cennamo - basgitaar
- Bobby Caldwell - drums

## Discografie
- 1975 - Armageddon (A&M)